# برجم
برجم (بالدرية: پرچم، يترجم إلى 'راية' أو 'علم') كان الفصيل الاشتراكي الأكثر اعتدالاً في الحزب الديمقراطي الشعبي الأفغاني بقيادة السياسي الشيوعي الأفغاني بابراك كارمال. ثم تحول إلى حزب الوطن مع وجهة نظر إسلامية أكثر تحت قيادة محمد نجيب الله. تم تشكيل الفصيل مباشرة بعد تأسيس الحزب في عام 1965 بعد الانقسامات الأيديولوجية في الحزب. في حين أكد البرجميون على ضرورة الإصلاحات الاجتماعية والاقتصادية السريعة لتحقيق الثورة كان هذا في خلاف مباشر مع منافسيهم من الحزب الديمقراطي الشعبي، الخلقيين، الذين سعوا إلى الإطاحة بالحكومة بشكل فوري وعنيف. كان كارمال يعتقد أن أفغانستان ليست متطورة بما فيه الكفاية لنمط لينيني ثوري، وبدلاً من ذلك سعى إلى جبهة موحدة وطنية ومضادة للإمبريالية لاتخاذ الخطوات التالية نحو الثورة.